# Algernon Greville
Algernon Frederick Greville (29 décembre 1798 - 15 décembre 1864) est un soldat anglais, joueur de cricket et officier d'armes qui est secrétaire privé du duc de Wellington.

## Biographie
Il reçoit une commission d'enseigne dans les Grenadier Guards le 1er février 1814 et combat avec ce régiment aux Quatre Bras et à Waterloo. Il assiste également à la prise de Péronne et est nommé peu après aide de camp du général sir John Lambert. Il devient plus tard aide de camp du duc de Wellington et fait partie de son état-major jusqu'à la fin de l'occupation de la France.
Le duc en fait son secrétaire particulier lorsqu'il est nommé maître général de l'artillerie en 1819, et il continue à occuper ce poste lorsque Wellington est nommé commandant en chef (1827), premier ministre (1828), ministre des Affaires étrangères (1834), et encore commandant en chef (1842).
Greville est nommé Bath King of Arms en 1829 et sert comme secrétaire des Cinq-Ports tandis que Wellington est Lord Warden. Il meurt en 1864 à Hillingdon.

## Famille
Greville est le deuxième fils de Charles Greville, lui-même fils de Fulke Greville et descendant à la fois du duc de Beaufort et du baron Brooke, et de Lady Charlotte Cavendish-Bentinck, fille de William Cavendish-Bentinck (3e duc de Portland) et également petite-fille de William Cavendish (4e duc de Devonshire). Il est le frère de Charles Greville (diariste), le chroniqueur, et de Henry William Greville. Il épouse le 7 avril 1823 Charlotte Maria Cox (décédée le 10 avril 1841), dont il a cinq enfants :
- Frances Harriett Greville (8 mars 1824 - 8 mars 1887), épouse Charles Gordon-Lennox (6e duc de Richmond) le 28 novembre 1843
- Georgiana Maria Greville (3 mai 1826 - 14 janvier 1872)
- le lieutenant-colonel Arthur Charles Greville (18 mai 1827 - 27 mai 1901)
- Augusta Mary Greville (24 juin 1831 – 1921), épouse George Sandford (en) en 1858
- Le lieutenant Cavendish Hubert Greville (3 septembre 1835 - 5 novembre 1854), tué à la bataille d'Inkerman

Greville fait 7 apparitions connues dans des matchs de première classe de cricket de 1815 à 1823. Il est principalement associé au Marylebone Cricket Club (MCC) mais a également joué pour le Middlesex et le Hampshire .